# Come as You Are
Come as You Are is een single van de Amerikaanse grungeband Nirvana. Het nummer verscheen oorspronkelijk op het studioalbum Nevermind uit 1991 en werd op 2 maart 1992 uitgebracht als single, met Endless, Nameless en live-versies van School en Drain You op de B-kant.
Na het uitkomen van de single werd Nirvana door de Britse postpunkband Killing Joke voor de rechter gesleept, omdat zij vonden dat Come as You Are erg veel overeenkomsten had met hun nummer Eighties. Nirvana liet zich voor de riff sterk inspireren door die van Eighties. Ondanks de toenmalige meningsverschillen met Nirvana lijfde Killing Joke in 2003 drummer Dave Grohl in voor hun album Killing Joke.

## NPO Radio 2 Top 2000
| Nummer met noteringen in de NPO Radio 2 Top 2000 | '11  | '12 | '13 | '14 | '15 | '16 | '17 | '18 | '19 | '20 | '21 | '22 | '23 | '24 |
| ------------------------------------------------ | ---- | --- | --- | --- | --- | --- | --- | --- | --- | --- | --- | --- | --- | --- |
| Come as You Are                                  | 1533 | 138 | 136 | 147 | 178 | 173 | 155 | 136 | 131 | 139 | 143 | 145 | 164 | 171 |

1. ↑  Een vetgedrukt getal geeft de hoogste notering aan.
2. ↑  2011 was het eerste jaar met een notering voor dit nummer.

- MusicBrainz release group: 6970c348-86ce-3902-bee3-d2ebabc2643d
- MusicBrainz work: b6f84ea2-62b6-3c96-8fc3-1eef05d5b297